# Monasterio de San Salvador (Oña)
El monasterio de San Salvador de Oña se encuentra situado en la villa de Oña, (provincia de Burgos, en la comunidad autónoma de Castilla y León, España). Fue fundado en 1011 por el conde de Castilla Sancho García, nieto del Conde Fernán González, para su hija Tigridia, como monasterio dúplice, con monjas procedentes del de San Juan de Cillaperlata, y monjes del de San Salvador de Loberuela.
Por escritura otorgada el 30 de junio de 1033 por el rey Sancho el Mayor de Pamplona y su esposa Mayor de Castilla, el monasterio pasó a depender únicamente de los monjes cluniacenses. Es a partir de este momento cuando mayor desarrollo e influencia adquiere, y llegan a estar bajo su jurisdicción más de setenta monasterios e iglesias repartidos geográficamente por el norte de la provincia de Burgos, Cantabria y el valle del Pisuerga palentino.
Un nuevo brote de florecimiento se produce cuando, a partir de 1506, se integra en la Congregación Benedictina de Valladolid. La invasión francesa primero y la desamortización de Mendizábal posterior son la causa de no pocas destrucciones y del abandono del cenobio por parte de la Orden de San Benito.
El benedictino fray Ponce de León en el siglo XVI instauró en el monasterio la primera escuela de sordomudos del mundo. A partir de 1835 su iglesia se convierte en parroquia de la localidad y las dependencias monacales no volverán a ser restauradas y ocupadas hasta 1880 en que fueron adquiridas por los jesuitas, instaurando el Colegio Máximo con las facultades de teología y filosofía de los jesuitas en Oña que tenía la función de Colegio y Noviciado de la Compañía de Jesús, quienes permanecieron en ellas hasta 1967 en que proceden el 21 de diciembre a firmar su venta por 24 millones de pesetas a la Diputación Provincial de Burgos, que convierte el complejo monástico en hospital psiquiátrico y granja agrícola.
En 2012 se celebró en el monasterio la decimoséptima exposición de Las Edades del Hombre bajo el título de Monacatus. Desde 2013 se celebra de julio a diciembre la exposición de arte contemporáneo El Jardín Secreto en la portería y los jardines del monasterio.

## Descripción
De su época de esplendor nos quedan importantes restos arquitectónicos y ornamentales, así como una interesante y extensa documentación que, en la actualidad, está depositada en el Archivo Histórico Nacional.

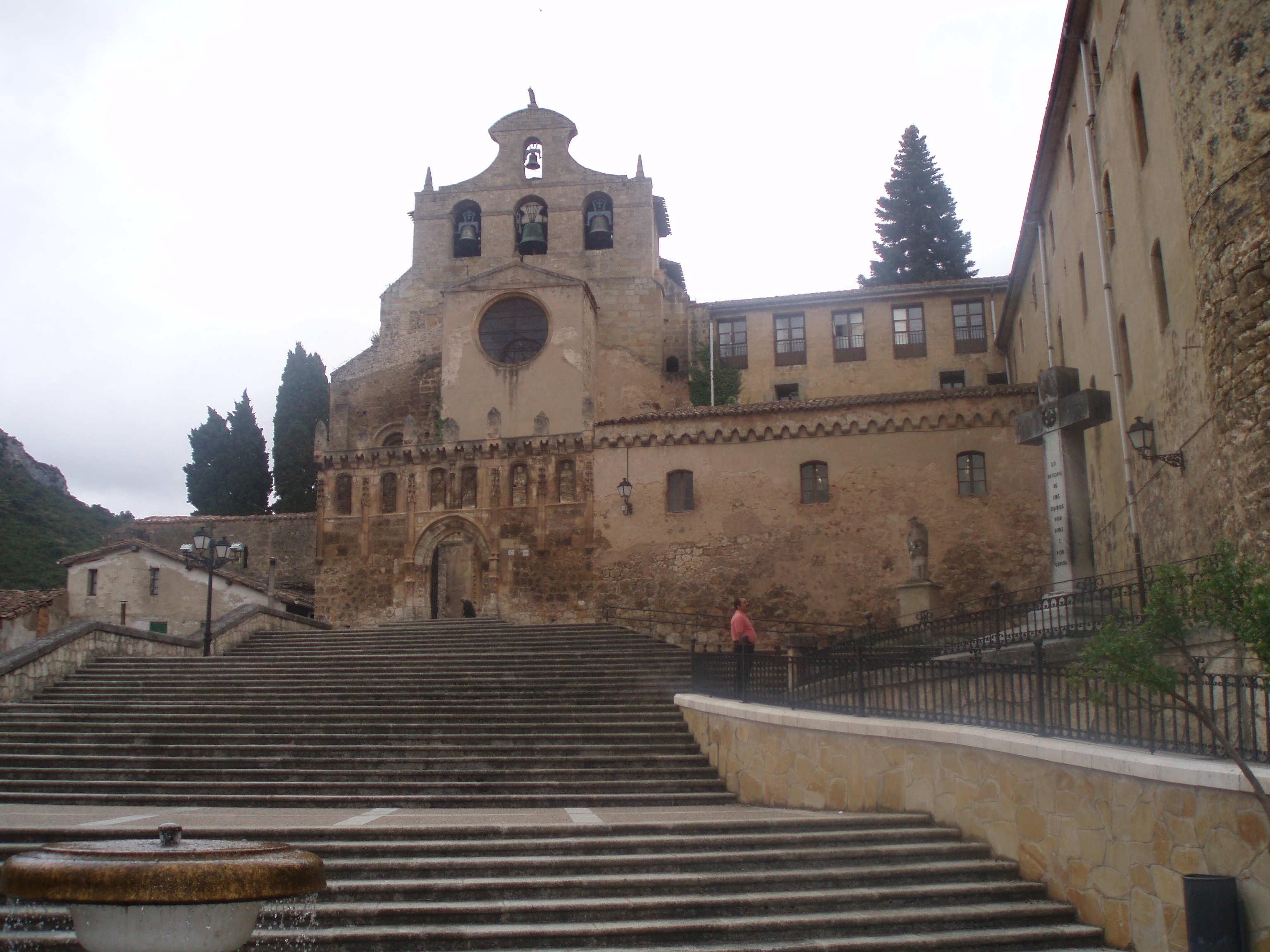
Vista exterior de la iglesia

El conjunto monástico estaba formado por una serie de edificios distintos, entre los que destacan la iglesia, comenzada a finales del siglo XII con remodelaciones góticas del XV, al igual que la fachada, y el claustro conocido como "patio gótico".
Tras ascender la escalinata que da acceso a la Iglesia, nos saludan las estatuas sepulcrales del siglo XV, erigidas en recuerdo de algunos de los personajes que descansaron en el atrio de la Iglesia, y que, posteriormente, fueron trasladados a su interior. Después de la primera cancela, la fachada muestra restos de la original construcción románica, el pórtico y la ventana de la izquierda así lo atestiguan.
En el interior, se destacan las pinturas gótico-flamencas atribuidas a Fray Alonso de Zamora y, entre ellas, son apreciables diversas muestras heráldicas que se repetirán con profusión en el templo y que hacen alusión a los condes fundadores, Sancho Garcés III de Pamplona, Sancho II de Castilla, así como un escudo único con las armas de los Reyes Católicos.
La puerta gótico-mudéjar es un excelente exponente de esta manifestación artística, y da paso al vestíbulo que acoge, en su piso superior, la sillería del coro alto.
La iglesia interiormente fue reconstruida en el siglo XV. Llama la atención sus dimensiones, 83 metros de longitud, 20 metros. de ancho, y 20 metros. de altura. Cuatro retablos barrocos flanquean la entrada.

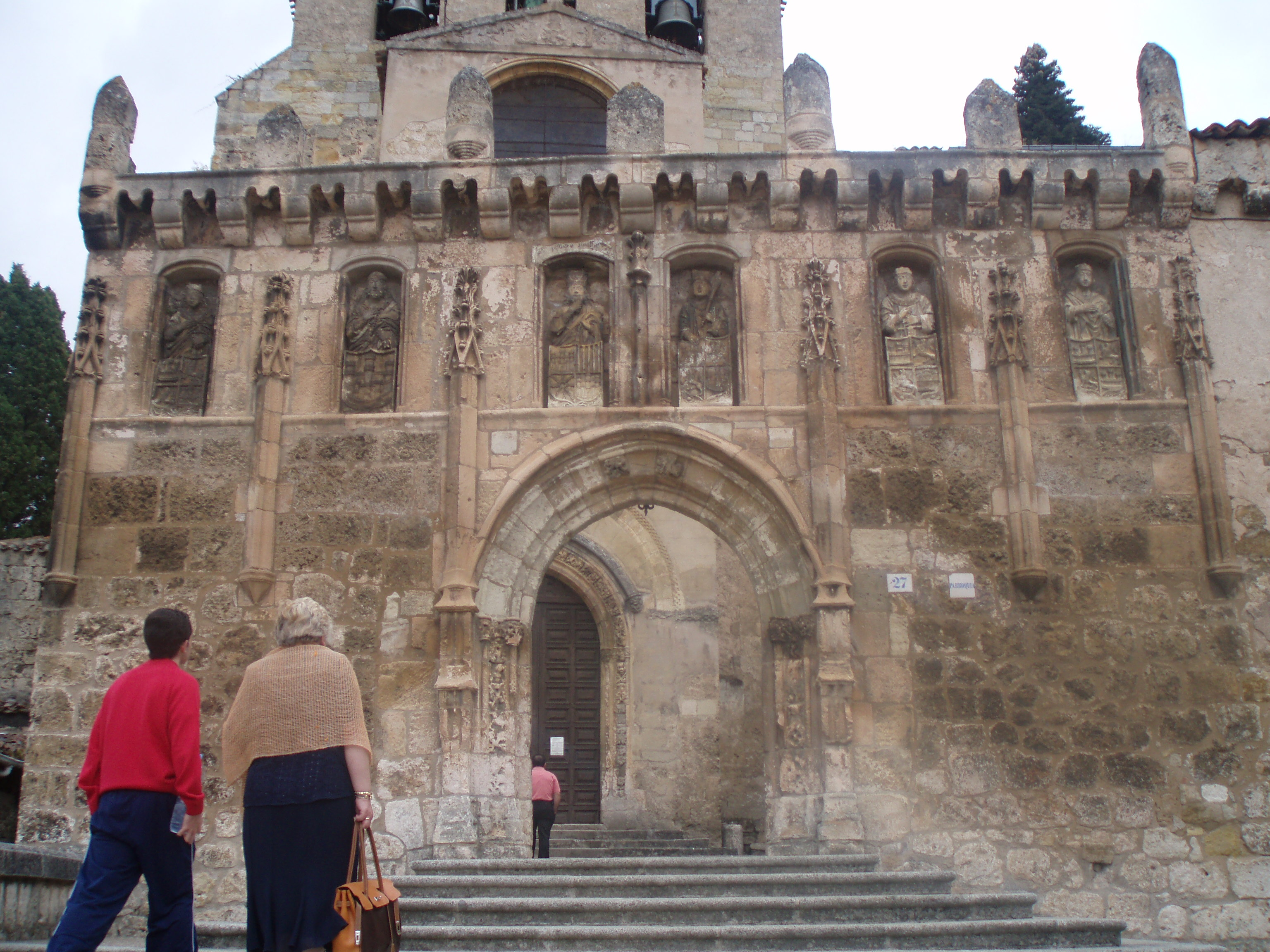
Pórtico adornado con estatuas de reyes, ante el monasterio de Oña

Atravesando la verja destaca en el muro de la derecha un mural al fresco de pintura gótica de gran valor, datada en los principios del siglo XIV, en el que se narra la vida de santa María Egipcíaca. Esta obra se descubrió por casualidad al quedar al descubierto pintura polícroma durante una reforma. En frente, en el lado del evangelio, la talla románica del Cristo de Santa Tigridia, del siglo XII, preludian los tesoros que la iglesia sigue encerrando.
Sobre el primitivo crucero románico se levantó, en el siglo XIII, el actual, coronado por una sencilla linterna. Del antiguo restan unos hermosos capiteles policromados. En este espacio se ubicó en el siglo XIII el órgano, recientemente restaurado por la Junta de Castilla y León.
Frente al citado órgano podemos contemplar el retablo de la Inmaculada a la vez que restos del antiguo retablo mayor que presidió la iglesia hasta el siglo XVIII.
Seguidamente se entra en la inmensa capilla, auténtica joya de la iglesia, coronada por una atrevida bóveda estrellada de 400 m², construida por Fernando Díaz hacia 1460. siglo XVIII se abre en su frente un ábside con objeto de albergar el cuerpo de San Íñigo.
Alrededor de la capilla principal, se encuentra la sillería del coro de doble piso, de estilo gótico y tallada en madera de nogal por Fray Pedro de Valladolid, del siglo XV. A ambos lados, y del mismo autor, sobresale el panteón real y condal, bellísima obra gótico-mudéjar.
El retablo mayor es de estilo barroco, con un arco que da paso a la capilla de San Íñigo decorada con pinturas de Francisco Bayeu, cuñado de Goya. 

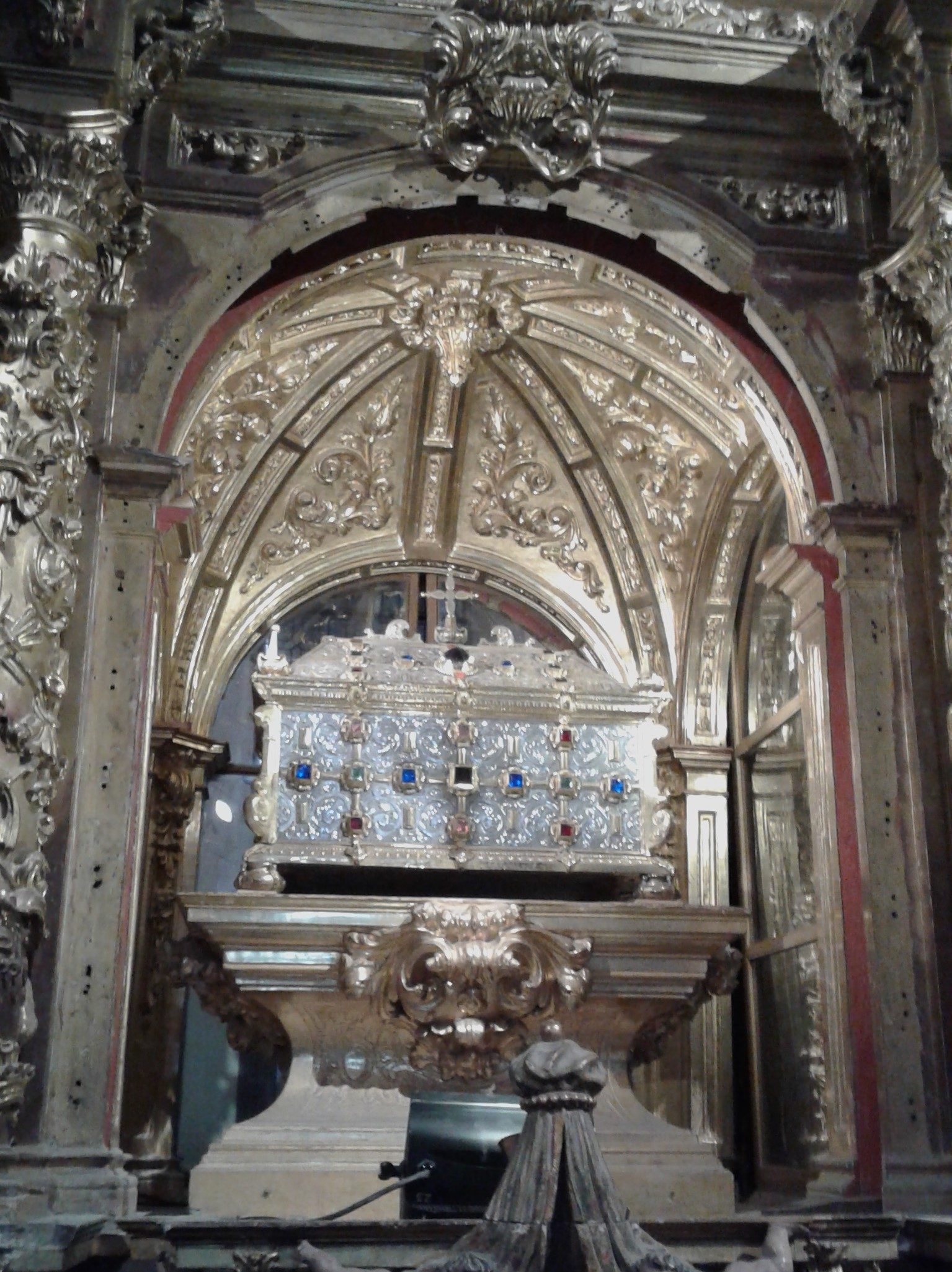
Sepulcro del abad san Íñigo

La sacristía de estilo herreriano del siglo XVIII, de grandes proporciones, guarda tesoros parroquiales entre los que destaca la escultura sepulcral del obispo Pedro López de Mendoza, natural de Oña.
El claustro, obra de Simón de Colonia, fue construido en su piso bajo en el siglo XVI, y en el siglo XVII el superior. 

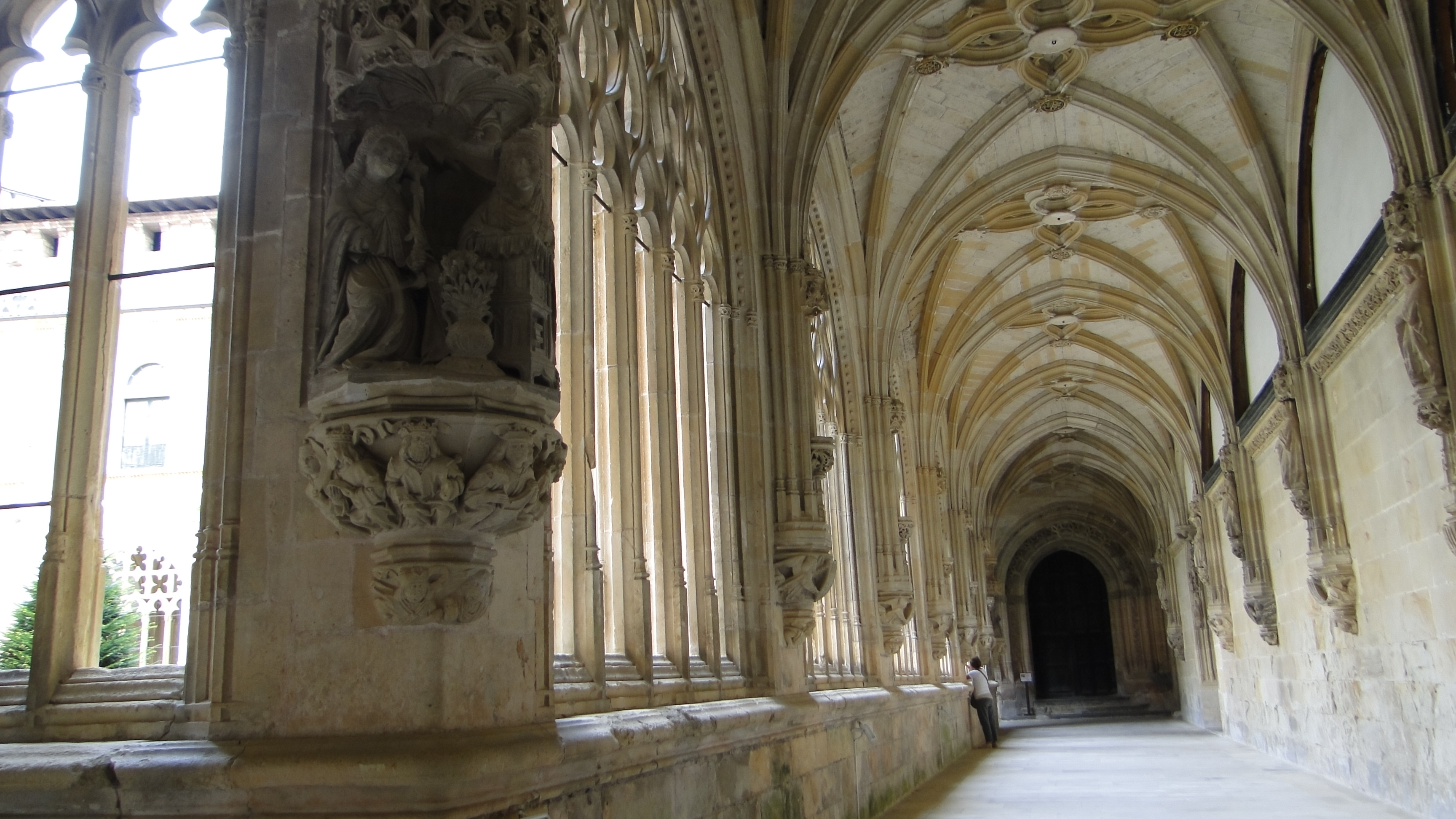
Claustro del monasterio

Completa el conjunto monumental la fachada renacentista barroca del monasterio (siglo XVII) adornada con las estatuas de condes y reyes fundadores así como heráldica de los cuatro reinos.

## El Panteón Real y Condal
La iglesia y el claustro sirvieron de enterramiento a diversos personajes de la realeza y de la nobleza castellana, cuyos restos mortales descansan en la actualidad en dos conjuntos compuestos por arcas sepulcrales de madera de nogal ricamente talladas, cubiertas por baldaquinos del mismo material y factura. Los sepulcros, la cubierta, y los muros decorados con sargas hispano-flamencas, representan diferentes escenas de la Pasión y la Resurrección de Cristo, constituyendo una obra única en España. Argaiz atribuye la obra a la época de Fray Juan Manso, abad del monasterio, que comenzó su mandato por los años de 1495. La bóveda de la capilla mayor, una estrella de ocho puntas de 1450, es obra de Fernando Díaz de Presencio, siguiendo las trazas de Juan de Colonia.

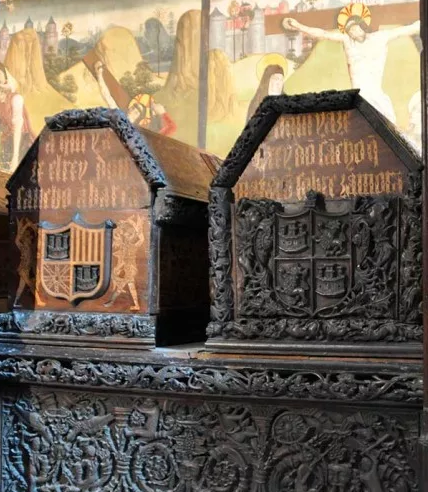
Tumbas de Sancho III, rey de Pamplona y conde de Castilla y Aragón, así como de Sancho II de Castilla.

Miembros de la realeza que recibieron sepultura en el monasterio de Oña:
- En el lado del Evangelio, bajo un baldaquino:
- Sancho II (1038-1072), primer rey de Castilla, hijo de Fernando I de León y de la reina Sancha de León. Fue asesinado en Zamora.
- Sancho Garcés III de Pamplona (990/992-1035), rey de Pamplona, hijo de García Sánchez II.[3]
- Muniadona de Castilla (990/995-1066). Esposa de Sancho Garcés III de Pamplona e hija del conde de Castilla Sancho García, "el de los Buenos Fueros".
- García de Castilla (1142-1146), infante de Castilla, hijo de Alfonso VII de León y de la reina Berenguela de Barcelona.

- En el lado de la Epístola, bajo un baldaquino:
- Sancho García "el de los Buenos Fueros" (m. 1017), conde de Castilla, hijo de García Fernández "el de las Manos Blancas".
- Urraca Gómez, esposa del conde Sancho García y madre del conde García Sánchez de Castilla y de Muniadona de Castilla, reina consorte de Pamplona.
- García Sánchez de Castilla (1009-1028), último conde de Castilla e hijo de los anteriores.
- Felipe de Castilla (1292-1327), infante de Castilla, hijo de Sancho IV de Castilla, y de la reina María de Molina.
- Enrique de Castilla (1288-1299), infante de Castilla, hijo del rey Sancho IV y de la reina María de Molina.

Otras versiones aseguran que el infante Enrique de Castilla y Molina, fue sepultado en el monasterio de San Ildefonso de Toro, actualmente en estado ruinoso, que había sido fundado por su madre, la reina María de Molina, mientras que su hermano el infante Felipe de Castilla se le supone enterrado en el monasterio de las Huelgas de Burgos, o en el monasterio de las Dueñas de Santa Clara de Allariz, siendo este último en el que el infante había dispuesto ser sepultado.

## Jurisdicción de Abadengo
El monasterio de Benedictinos de San Salvador de Oña tuvo jurisdicción de abadengo sobre los siguientes lugares:
- El lugar de Rubena en el partido de Burgos.
- En la Merindad de Bureba las villas de Piérnigas en la cuadrilla de Rojas, y de Solduengo en la cuadrilla de La Vid.
- Las siguientes villas, pertenecientes a la Merindad de Cuesta-Urria, en el partido de Castilla la Vieja en Laredo: Arroyuelo, Barcina de los Montes, Cereceda, Cillaperlata, Mijangos, Palazuelos de Cuesta Urria, Prado la Mata, Penches, Tarlates de Cilla, Trespaderne, Urria y Villapanillo.

## El Colegio Máximo de Oña
En 1880 la Compañía de Jesús adquiere el monasterio, que había sido desamortizado, e instaura en él uno de sus noviciados, el llamado "Colegio Máximo de Oña" (en latín, Collegium Maximum Oniense), en el que instauran las facultades de Filosofía y Teología. El colegio estuvo en funcionamiento hasta el curso 1966-1967 cuando se traslada a la Universidad de Deusto en Bilbao (Vizcaya). También se estableció otro centro de educación para estudiantes de bachiller llamado "Colegio de San Francisco Javier" que permaneció activo desde 1882 hasta 1967, con una interrupción entre los años 1931-1940.
Con la expulsión de las órdenes religiosas de Francia, por decreto del 28 de marzo de 1880, los jesuitas ya expulsados de España se encuentran con la posibilidad de regresar a España donde las circunstancias habían cambiado tras el sexenio revolucionario. Los residentes en Poyanne, en el departamento de las Landas, salen por ordel de prefecto departamental y, tras buscar durante unos meses, eligen el Centro de Estudios eclesiásticos de Filosofía y Teología del monasterio.
El 23 de enero de 1932 un Decreto del Gobierno de la república expulsa a los jesuitas de España. Romualdo Galdós, que era profesor de la institución, hace gestiones para que el Colegio Máximo de Oña se traslade a la ciudad belga de Marneffe. Las instalaciones se dedican a Colonia Agrícola para Vagos y Maleantes. 
Durante la guerra civil de 1936-1939 las instalaciones son tomadas por el bando nacional y lo utilizan como Hospital de Guerra, aprovechando su situación junto al ferrocarril Santander-Mediterráneo. Al finalizar la contienda se devuelven las instalaciones a los jesuitas que vuelven a instalar en ellas el "Colegio Máximo". En 1956 se trasladó la Facultad de Filosofía a Loyola y en 1967 se definitiva la traslación de la Facultad de Teología a la Universidad de Deusto, en Bilbao. El 21 de diciembre de 1967 los jesuitas venden por 24 millones de pesetas a la Diputación Provincial de Burgos las instalaciones, que convierte el complejo monástico en hospital psiquiátrico y granja agrícola.

### Biblioteca
La biblioteca del Colegio Máximo llegó a albergar en tiempos más de 60 000 volúmenes. Tenía en sus fondos bibliográficos, 23 incunables, 2000 libros del XVI y unos 20 000 volúmenes de autores escolásticos de los siglos XVII y XVIII, pasaron a formar parte de la Biblioteca de la Universidad Pontificia Comillas, sede de Cantoblanco.
La biblioteca, construida ex-profeso en tiempos del colegio Máximo Jesuita fue trasladada pieza a pieza, el sentido físico, no en cuanto a su contenido, desde el monasterio de San Salvador de Oña, al Real Monasterio de San Agustín de Burgos.

### Actividad académica
En el curso 1881-1882 se trasladó el filosofado de Carrión de los Condes y entonces la comunidad contaba con 45 teólogos, 55 filósofos y 20 novicios franceses.
Destacaron por su labor docente personalidades como Mariano Gutiérrez-Lanza, Romualdo Galdós y Salvador Cuesta.